# Liga Nacional Superior de Voleibol Masculino 2024
La Liga Nacional Superior de Voleibol Masculino es la principal competencia de voleibol masculino en el Perú. La temporada 2024 marcó la vigésima edición del torneo, que fue organizado y supervisado por la Federación Peruana de Voleibol (FPV). Los partidos se disputaron en el Coliseo Miguel Grau del Callao y en el Coliseo El Olivar de Jesús María, Lima.
Esta temporada, que comenzó el 25 de octubre y terminó el 13 de diciembre, contó con nueve equipos participantes: Regatas Lima, Litovóley de Huancayo, DC Asociados de Tacna, Club Fla Voley, Junior César de los Ríos del Callao, CD Von Newman de San Juan de Lurigancho, ACD San Antonio de Comas, CD Polper de Arequipa y el vigente campeón Vamos Peerless de Pueblo Libre.
El sistema de competencia de esta temporada tuvo una primera etapa de todos contra todos, es decir, 36 partidos en 9 fechas. Luego, una segunda etapa de cuartos de final; una tercera de semifinales; y una cuarta etapa donde se jugó la definición del tercer lugar y la gran final. "Estas fases eliminatorias se jugarán al mejor de dos partidos, con opción a desarrollarse un ‘extra game’ para definir al ganador (y clasificado) en caso exista empate".

## Equipos participantes
| Equipos participantes de la LNSV Masculino 2024 | Equipos participantes de la LNSV Masculino 2024 | Equipos participantes de la LNSV Masculino 2024 | Equipos participantes de la LNSV Masculino 2024 | Equipos participantes de la LNSV Masculino 2024 |
| N.º                                             | Clubes                                          | Ciudades                                        | Entrenadores                                    | Capitanes                                       |
| ----------------------------------------------- | ----------------------------------------------- | ----------------------------------------------- | ----------------------------------------------- | ----------------------------------------------- |
| 1                                               | Vamos Peerless                                  | Lima                                            | Eder Garrido                                    |                                                 |
| 2                                               | Regatas Lima                                    | Lima                                            | Guillermo Cáceres                               | Álvaro Hidalgo                                  |
| 3                                               | Club Fla Vóley                                  | Lima                                            | César Acosta                                    | César Castro                                    |
| 4                                               | DC Asociados                                    | Tacna                                           |                                                 |                                                 |
| 5                                               | ACD San Antonio                                 | Lima                                            |                                                 |                                                 |
| 6                                               | Junior César de los Ríos                        | Callao                                          |                                                 |                                                 |
| 7                                               | CD Von Newman                                   | Lima                                            |                                                 |                                                 |
| 8                                               | CD Polper                                       | Arequipa                                        |                                                 |                                                 |
| 9                                               | CD Litovóley                                    | Huancayo                                        | Carlos Huamán                                   | Mhelpson Tovar                                  |

### Relevos de esta temporada
|   | Descendió a la LNIV Masculina 2025 |
| - | ---------------------------------- |
| 1 | Confraternidad Mundial             |

|   | Ascendieron a la LNSV Masculino 2024 |
| - | ------------------------------------ |
| 1 | CD Litovóley                         |
| 2 | CD Polper                            |

## Primera Etapa

### Clasificación
Cada triunfo por 3-0 y por 3-1 otorga 3 puntos al equipo ganador y cada triunfo por 3-2 otorga 2 puntos al equipo ganador y 1 punto al equipo perdedor. Si hay empate en puntos, se desempata teniendo en cuenta la cantidad de partidos ganados. Si el empate persiste, el ratio de sets. Si el empate continúa, el ratio de puntos.
- Cuartos de final.      Eliminado.

| Clasificación de la primera etapa | Clasificación de la primera etapa | Clasificación de la primera etapa | Clasificación de la primera etapa | Clasificación de la primera etapa | Clasificación de la primera etapa | Clasificación de la primera etapa | Clasificación de la primera etapa | Clasificación de la primera etapa | Clasificación de la primera etapa | Clasificación de la primera etapa | Clasificación de la primera etapa | Clasificación de la primera etapa | Clasificación de la primera etapa | Clasificación de la primera etapa | Clasificación de la primera etapa | Clasificación de la primera etapa | Clasificación de la primera etapa | Clasificación de la primera etapa |
| Pos.                              | Equipos                           | Puntajes                          | Partidos                          | Partidos                          | Partidos                          | Resultados                        | Resultados                        | Resultados                        | Resultados                        | Resultados                        | Resultados                        | Sets                              | Sets                              | Sets                              | Puntos                            | Puntos                            | Puntos                            | Detalle                           |
| Pos.                              | Equipos                           | Puntajes                          | PJ                                | PG                                | PP                                | 3-0                               | 3-1                               | 3-2                               | 2-3                               | 1-3                               | 0-3                               | SG                                | SP                                | Ratio                             | PG                                | PP                                | Ratio                             | Detalle                           |
| --------------------------------- | --------------------------------- | --------------------------------- | --------------------------------- | --------------------------------- | --------------------------------- | --------------------------------- | --------------------------------- | --------------------------------- | --------------------------------- | --------------------------------- | --------------------------------- | --------------------------------- | --------------------------------- | --------------------------------- | --------------------------------- | --------------------------------- | --------------------------------- | --------------------------------- |
| 1°                                | Vamos Peerless                    | 24                                | 8                                 | 8                                 |                                   | 5                                 | 3                                 |                                   |                                   |                                   |                                   | 24                                | 3                                 | 8.000                             | 666                               | 446                               | 1.493                             | Vs. Octavo                        |
| 2°                                | CD Litovóley                      | 21                                | 8                                 | 7                                 | 1                                 | 4                                 | 3                                 |                                   |                                   | 1                                 |                                   | 22                                | 6                                 | 3.667                             | 685                               | 526                               | 1.302                             | Vs. Sétimo                        |
| 3°                                | Regatas Lima                      | 18                                | 8                                 | 6                                 | 2                                 | 6                                 |                                   |                                   |                                   | 1                                 | 1                                 | 19                                | 6                                 | 3.167                             | 596                               | 460                               | 1.296                             | Vs. Sexto                         |
| 4°                                | ACD San Antonio                   | 13                                | 8                                 | 4                                 | 4                                 | 3                                 | 1                                 |                                   | 1                                 | 1                                 | 2                                 | 15                                | 13                                | 1.154                             | 603                               | 608                               | 0.992                             | Vs. Quinto                        |
| 5°                                | Club Fla Vóley                    | 12                                | 8                                 | 4                                 | 4                                 | 2                                 | 1                                 | 1                                 | 1                                 | 1                                 | 2                                 | 15                                | 15                                | 1.000                             | 644                               | 635                               | 1.014                             | Vs. Cuarto                        |
| 6°                                | Junior César de los Ríos          | 8                                 | 8                                 | 3                                 | 5                                 | 2                                 |                                   | 1                                 |                                   |                                   | 5                                 | 9                                 | 17                                | 0.529                             | 504                               | 602                               | 0.837                             | Vs. Tercero                       |
| 7°                                | DC Asociados                      | 6                                 | 8                                 | 2                                 | 6                                 | 2                                 |                                   |                                   |                                   | 3                                 | 3                                 | 9                                 | 18                                | 0.500                             | 581                               | 649                               | 0.895                             | Vs. Segundo                       |
| 8°                                | CD Von Newman                     | 6                                 | 8                                 | 2                                 | 6                                 |                                   | 1                                 | 1                                 | 1                                 | 1                                 | 4                                 | 9                                 | 21                                | 0.429                             | 582                               | 689                               | 0.845                             | Vs. Primero                       |
| 9°                                | CD Polper                         | 0                                 | 8                                 |                                   | 8                                 |                                   |                                   |                                   |                                   | 1                                 | 7                                 | 1                                 | 24                                | 0.042                             | 379                               | 625                               | 0.606                             | Eliminado                         |

### Resultados
Los 36 partidos de la primera etapa comenzaron a jugarse el 25 de octubre de 2024 y finalizaron el 24 de noviembre de 2024. La mayoría de los resultados han sido tomados de Flashscore.
| Fecha 1 - Descansa Vamos Peerless | Fecha 1 - Descansa Vamos Peerless | Fecha 1 - Descansa Vamos Peerless | Fecha 1 - Descansa Vamos Peerless | Fecha 1 - Descansa Vamos Peerless | Fecha 1 - Descansa Vamos Peerless | Fecha 1 - Descansa Vamos Peerless | Fecha 1 - Descansa Vamos Peerless | Fecha 1 - Descansa Vamos Peerless | Fecha 1 - Descansa Vamos Peerless | Fecha 1 - Descansa Vamos Peerless | Fecha 1 - Descansa Vamos Peerless | Fecha 1 - Descansa Vamos Peerless |
| N.°                               | Fecha                             | Hora                              | Coliseo                           | Equipo 1                          | Res.                              | Equipo 2                          | S1                                | S2                                | S3                                | S4                                | S5                                | Total                             |
| --------------------------------- | --------------------------------- | --------------------------------- | --------------------------------- | --------------------------------- | --------------------------------- | --------------------------------- | --------------------------------- | --------------------------------- | --------------------------------- | --------------------------------- | --------------------------------- | --------------------------------- |
| 3                                 | 26 de octubre                     | 18:30                             | El Olivar                         | Junior César de los Ríos          | 0-3                               | ACD San Antonio                   | 23-25                             | 9-25                              | 18-25                             | x                                 | x                                 | 50-75                             |
| 6                                 | 27 de octubre                     | 17:30                             | Miguel Grau                       | Regatas Lima                      | 1-3                               | CD Litovóley                      | 25-21                             | 22-25                             | 20-25                             | 21-25                             | x                                 | 88-96                             |
| 11                                | 6 de noviembre                    | 18:30                             | Miguel Grau                       | CD Polper                         | 0-3                               | Club Fla Vóley                    | 16-25                             | 16-25                             | 13-25                             | x                                 | x                                 | 45-75                             |
| 31                                | 22 de noviembre                   | 20:00                             | Miguel Grau                       | DC Asociados                      | 3-0                               | CD Von Newman                     | 26-24                             | 25-19                             | 25-22                             | x                                 | x                                 | 76-65                             |

| Fecha 2 - Descansa CD Polper | Fecha 2 - Descansa CD Polper | Fecha 2 - Descansa CD Polper | Fecha 2 - Descansa CD Polper | Fecha 2 - Descansa CD Polper | Fecha 2 - Descansa CD Polper | Fecha 2 - Descansa CD Polper | Fecha 2 - Descansa CD Polper | Fecha 2 - Descansa CD Polper | Fecha 2 - Descansa CD Polper | Fecha 2 - Descansa CD Polper | Fecha 2 - Descansa CD Polper | Fecha 2 - Descansa CD Polper |
| N.°                          | Fecha                        | Hora                         | Coliseo                      | Equipo 1                     | Res.                         | Equipo 2                     | S1                           | S2                           | S3                           | S4                           | S5                           | Total                        |
| ---------------------------- | ---------------------------- | ---------------------------- | ---------------------------- | ---------------------------- | ---------------------------- | ---------------------------- | ---------------------------- | ---------------------------- | ---------------------------- | ---------------------------- | ---------------------------- | ---------------------------- |
| 2                            | 25 de octubre                | 20:00                        | Miguel Grau                  | Vamos Peerless               | 3-1                          | CD Litovóley                 | 25-21                        | 21-25                        | 25-22                        | 26-24                        | x                            | 97-92                        |
| 9                            | 2 de noviembre               | 18:30                        | El Olivar                    | CD Von Newman                | 0-3                          | Regatas Lima                 | 10-25                        | 16-25                        | 10-25                        | x                            | x                            | 36-75                        |
| 35                           | 24 de noviembre              | 15:30                        | Miguel Grau                  | DC Asociados                 | 1-3                          | ACD San Antonio              | 26-28                        | 25-21                        | 19-25                        | 15-25                        | x                            | 85-99                        |
| 36                           | 24 de noviembre              | 17:30                        | Miguel Grau                  | Club Fla Vóley               | 3-0                          | Junior César de los Ríos     | 25-19                        | 29-27                        | 25-17                        | x                            | x                            | 79-63                        |

| Fecha 3 - Descansa Junior César de los Ríos | Fecha 3 - Descansa Junior César de los Ríos | Fecha 3 - Descansa Junior César de los Ríos | Fecha 3 - Descansa Junior César de los Ríos | Fecha 3 - Descansa Junior César de los Ríos | Fecha 3 - Descansa Junior César de los Ríos | Fecha 3 - Descansa Junior César de los Ríos | Fecha 3 - Descansa Junior César de los Ríos | Fecha 3 - Descansa Junior César de los Ríos | Fecha 3 - Descansa Junior César de los Ríos | Fecha 3 - Descansa Junior César de los Ríos | Fecha 3 - Descansa Junior César de los Ríos | Fecha 3 - Descansa Junior César de los Ríos |
| N.°                                         | Fecha                                       | Hora                                        | Coliseo                                     | Equipo 1                                    | Res.                                        | Equipo 2                                    | S1                                          | S2                                          | S3                                          | S4                                          | S5                                          | Total                                       |
| ------------------------------------------- | ------------------------------------------- | ------------------------------------------- | ------------------------------------------- | ------------------------------------------- | ------------------------------------------- | ------------------------------------------- | ------------------------------------------- | ------------------------------------------- | ------------------------------------------- | ------------------------------------------- | ------------------------------------------- | ------------------------------------------- |
| 7                                           | 1 de noviembre                              | 18:30                                       | El Olivar                                   | CD Litovóley                                | 3-1                                         | CD Von Newman                               | 19-25                                       | 25-22                                       | 25-16                                       | 25-6                                        | x                                           | 94-69                                       |
| 12                                          | 2 de noviembre                              | 20:00                                       | El Olivar                                   | DC Asociados                                | 1-3                                         | Club Fla Vóley                              | 20-25                                       | 25-22                                       | 23-25                                       | 21-25                                       | x                                           | 89-97                                       |
| 15                                          | 9 de noviembre                              | 18:30                                       | Miguel Grau                                 | Vamos Peerless                              | 3-0                                         | CD Polper                                   | 25-5                                        | 25-10                                       | 25-12                                       | x                                           | x                                           | 75-27                                       |
| 29                                          | 22 de noviembre                             | 20:00                                       | El Olivar                                   | ACD San Antonio                             | 0-3                                         | Regatas Lima                                | 20-25                                       | 14-25                                       | 20-25                                       | x                                           | x                                           | 54-75                                       |

| Fecha 4 - Descansa DC Asociados | Fecha 4 - Descansa DC Asociados | Fecha 4 - Descansa DC Asociados | Fecha 4 - Descansa DC Asociados | Fecha 4 - Descansa DC Asociados | Fecha 4 - Descansa DC Asociados | Fecha 4 - Descansa DC Asociados | Fecha 4 - Descansa DC Asociados | Fecha 4 - Descansa DC Asociados | Fecha 4 - Descansa DC Asociados | Fecha 4 - Descansa DC Asociados | Fecha 4 - Descansa DC Asociados | Fecha 4 - Descansa DC Asociados |
| N.°                             | Fecha                           | Hora                            | Coliseo                         | Equipo 1                        | Res.                            | Equipo 2                        | S1                              | S2                              | S3                              | S4                              | S5                              | Total                           |
| ------------------------------- | ------------------------------- | ------------------------------- | ------------------------------- | ------------------------------- | ------------------------------- | ------------------------------- | ------------------------------- | ------------------------------- | ------------------------------- | ------------------------------- | ------------------------------- | ------------------------------- |
| 4                               | 26 de octubre                   | 20:00                           | El Olivar                       | Regatas Lima                    | 3-0                             | Club Fla Vóley                  | 25-14                           | 25-22                           | 25-16                           | x                               | x                               | 75-52                           |
| 14                              | 6 de noviembre                  | 20:00                           | Miguel Grau                     | Vamos Peerless                  | 3-0                             | CD Von Newman                   | 25-10                           | 25-14                           | 25-19                           | x                               | x                               | 75-43                           |
| 22                              | 15 de noviembre                 | 20:00                           | Miguel Grau                     | CD Litovóley                    | 3-0                             | ACD San Antonio                 | 25-21                           | 25-21                           | 25-18                           | x                               | x                               | 75-60                           |
| 25                              | 17 de noviembre                 | 15:30                           | Miguel Grau                     | CD Polper                       | 0-3                             | Junior César de los Ríos        | 8-25                            | 22-25                           | 12-25                           | x                               | x                               | 42-75                           |

| Fecha 5 - Descansa Regatas Lima | Fecha 5 - Descansa Regatas Lima | Fecha 5 - Descansa Regatas Lima | Fecha 5 - Descansa Regatas Lima | Fecha 5 - Descansa Regatas Lima | Fecha 5 - Descansa Regatas Lima | Fecha 5 - Descansa Regatas Lima | Fecha 5 - Descansa Regatas Lima | Fecha 5 - Descansa Regatas Lima | Fecha 5 - Descansa Regatas Lima | Fecha 5 - Descansa Regatas Lima | Fecha 5 - Descansa Regatas Lima | Fecha 5 - Descansa Regatas Lima |
| N.°                             | Fecha                           | Hora                            | Coliseo                         | Equipo 1                        | Res.                            | Equipo 2                        | S1                              | S2                              | S3                              | S4                              | S5                              | Total                           |
| ------------------------------- | ------------------------------- | ------------------------------- | ------------------------------- | ------------------------------- | ------------------------------- | ------------------------------- | ------------------------------- | ------------------------------- | ------------------------------- | ------------------------------- | ------------------------------- | ------------------------------- |
| 5                               | 27 de octubre                   | 15:30                           | Miguel Grau                     | CD Von Newman                   | 0-3                             | ACD San Antonio                 | 26-28                           | 18-25                           | 23-25                           | x                               | x                               | 67-78                           |
| 17                              | 10 de noviembre                 | 15:30                           | Miguel Grau                     | CD Polper                       | 0-3                             | DC Asociados                    | 15-25                           | 22-25                           | 17-25                           | x                               | x                               | 54-75                           |
| 20                              | 13 de noviembre                 | 20:00                           | Miguel Grau                     | Vamos Peerless                  | 3-0                             | Junior César de los Ríos        | 25-9                            | 25-12                           | 25-13                           | x                               | x                               | 75-34                           |
| 34                              | 24 de noviembre                 | 14:00                           |                                 | Club Fla Vóley                  | 0-3                             | CD Litovóley                    | 14-25                           | 24-26                           | 15-25                           | x                               | x                               | 53-76                           |

| Fecha 6 - Descansa CD Litovóley | Fecha 6 - Descansa CD Litovóley | Fecha 6 - Descansa CD Litovóley | Fecha 6 - Descansa CD Litovóley | Fecha 6 - Descansa CD Litovóley | Fecha 6 - Descansa CD Litovóley | Fecha 6 - Descansa CD Litovóley | Fecha 6 - Descansa CD Litovóley | Fecha 6 - Descansa CD Litovóley | Fecha 6 - Descansa CD Litovóley | Fecha 6 - Descansa CD Litovóley | Fecha 6 - Descansa CD Litovóley | Fecha 6 - Descansa CD Litovóley |
| N.°                             | Fecha                           | Hora                            | Coliseo                         | Equipo 1                        | Res.                            | Equipo 2                        | S1                              | S2                              | S3                              | S4                              | S5                              | Total                           |
| ------------------------------- | ------------------------------- | ------------------------------- | ------------------------------- | ------------------------------- | ------------------------------- | ------------------------------- | ------------------------------- | ------------------------------- | ------------------------------- | ------------------------------- | ------------------------------- | ------------------------------- |
| 1                               | 25 de octubre                   | 18:30                           | Miguel Grau                     | Club Fla Vóley                  | 2-3                             | CD Von Newman                   | 25-13                           | 25-12                           | 21-25                           | 27-29                           | 9-15                            | 107-94                          |
| 8                               | 1 de noviembre                  | 20:00                           | El Olivar                       | Vamos Peerless                  | 3-1                             | ACD San Antonio                 | 25-15                           | 20-25                           | 25-10                           | 25-16                           | x                               | 95-66                           |
| 16                              | 9 de noviembre                  | 20:00                           | Miguel Grau                     | Junior César de los Ríos        | 3-0                             | DC Asociados                    | 27-25                           | 25-20                           | 30-28                           | x                               | x                               | 82-73                           |
| 19                              | 13 de noviembre                 | 18:30                           | Miguel Grau                     | CD Polper                       | 0-3                             | Regatas Lima                    | 12-25                           | 12-25                           | 17-25                           | x                               | x                               | 41-75                           |

| Fecha 7 - Descansa CD Von Newman | Fecha 7 - Descansa CD Von Newman | Fecha 7 - Descansa CD Von Newman | Fecha 7 - Descansa CD Von Newman | Fecha 7 - Descansa CD Von Newman | Fecha 7 - Descansa CD Von Newman | Fecha 7 - Descansa CD Von Newman | Fecha 7 - Descansa CD Von Newman | Fecha 7 - Descansa CD Von Newman | Fecha 7 - Descansa CD Von Newman | Fecha 7 - Descansa CD Von Newman | Fecha 7 - Descansa CD Von Newman | Fecha 7 - Descansa CD Von Newman |
| N.°                              | Fecha                            | Hora                             | Coliseo                          | Equipo 1                         | Res.                             | Equipo 2                         | S1                               | S2                               | S3                               | S4                               | S5                               | Total                            |
| -------------------------------- | -------------------------------- | -------------------------------- | -------------------------------- | -------------------------------- | -------------------------------- | -------------------------------- | -------------------------------- | -------------------------------- | -------------------------------- | -------------------------------- | -------------------------------- | -------------------------------- |
| 14                               | 8 de noviembre                   | 20:00                            | Miguel Grau                      | Regatas Lima                     | 3-0                              | Junior César de los Ríos         | 25-14                            | 25-19                            | 25-12                            | x                                | x                                | 75-45                            |
| 19                               | 10 de noviembre                  | 17:30                            | Miguel Grau                      | Club Fla Vóley                   | 3-2                              | ACD San Antonio                  | 24-26                            | 25-14                            | 18-25                            | 25-19                            | 15-12                            | 107-96                           |
| 23                               | 16 de noviembre                  | 18:30                            | El Olivar                        | DC Asociados                     | 0-3                              | Vamos Peerless                   | 17-25                            | 18-25                            | 17-25                            | x                                | x                                | 52-75                            |
| 24                               | 16 de noviembre                  | 20:00                            | El Olivar                        | CD Polper                        | 0-3                              | CD Litovóley                     | 12-25                            | 13-25                            | 17-25                            | x                                | x                                | 42-75                            |

| Fecha 8 - Descansa ACD San Antonio | Fecha 8 - Descansa ACD San Antonio | Fecha 8 - Descansa ACD San Antonio | Fecha 8 - Descansa ACD San Antonio | Fecha 8 - Descansa ACD San Antonio | Fecha 8 - Descansa ACD San Antonio | Fecha 8 - Descansa ACD San Antonio | Fecha 8 - Descansa ACD San Antonio | Fecha 8 - Descansa ACD San Antonio | Fecha 8 - Descansa ACD San Antonio | Fecha 8 - Descansa ACD San Antonio | Fecha 8 - Descansa ACD San Antonio | Fecha 8 - Descansa ACD San Antonio |
| N.°                                | Fecha                              | Hora                               | Coliseo                            | Equipo 1                           | Res.                               | Equipo 2                           | S1                                 | S2                                 | S3                                 | S4                                 | S5                                 | Total                              |
| ---------------------------------- | ---------------------------------- | ---------------------------------- | ---------------------------------- | ---------------------------------- | ---------------------------------- | ---------------------------------- | ---------------------------------- | ---------------------------------- | ---------------------------------- | ---------------------------------- | ---------------------------------- | ---------------------------------- |
| 21                                 | 15 de noviembre                    | 18:30                              | Miguel Grau                        | CD Polper                          | 1-3                                | CD Von Newman                      | 17-25                              | 18-25                              | 27-25                              | 12-25                              | x                                  | 74-100                             |
| 26                                 | 17 de noviembre                    | 17:30                              | Miguel Grau                        | Regatas Lima                       | 3-0                                | DC Asociados                       | 25-20                              | 25-19                              | 25-20                              | x                                  | x                                  | 75-59                              |
| 28                                 | 20 de noviembre                    | 20:00                              | Miguel Grau                        | Vamos Peerless                     | 3-1                                | Club Fla Vóley                     | 22-25                              | 25-19                              | 25-14                              | 25-16                              | x                                  | 97-74                              |
| 30                                 | 22 de noviembre                    | 18:30                              | Miguel Grau                        | CD Litovóley                       | 3-0                                | Junior César de los Ríos           | 25-17                              | 25-17                              | 25-11                              | x                                  | x                                  | 75-45                              |

| Fecha 9 - Descansa Club Fla Vóley | Fecha 9 - Descansa Club Fla Vóley | Fecha 9 - Descansa Club Fla Vóley | Fecha 9 - Descansa Club Fla Vóley | Fecha 9 - Descansa Club Fla Vóley | Fecha 9 - Descansa Club Fla Vóley | Fecha 9 - Descansa Club Fla Vóley | Fecha 9 - Descansa Club Fla Vóley | Fecha 9 - Descansa Club Fla Vóley | Fecha 9 - Descansa Club Fla Vóley | Fecha 9 - Descansa Club Fla Vóley | Fecha 9 - Descansa Club Fla Vóley | Fecha 9 - Descansa Club Fla Vóley |
| N.°                               | Fecha                             | Hora                              | Coliseo                           | Equipo 1                          | Res.                              | Equipo 2                          | S1                                | S2                                | S3                                | S4                                | S5                                | Total                             |
| --------------------------------- | --------------------------------- | --------------------------------- | --------------------------------- | --------------------------------- | --------------------------------- | --------------------------------- | --------------------------------- | --------------------------------- | --------------------------------- | --------------------------------- | --------------------------------- | --------------------------------- |
| 14                                | 8 de noviembre                    | 18:30                             | Miguel Grau                       | CD Polper                         | 0-3                               | ACD San Antonio                   | 16-25                             | 17-25                             | 21-25                             | x                                 | x                                 | 54-75                             |
| 27                                | 20 de noviembre                   | 18:30                             | Miguel Grau                       | Junior César de los Ríos          | 3-2                               | CD Von Newman                     | 21-25                             | 25-23                             | 28-26                             | 21-25                             | 15-9                              | 110-108                           |
| 32                                | 23 de noviembre                   | 18:30                             | Miguel Grau                       | CD Litovóley                      | 3-1                               | DC Asociados                      | 27-29                             | 25-15                             | 25-14                             | 25-14                             | x                                 | 102-72                            |
| 33                                | 23 de noviembre                   | 20:00                             | Miguel Grau                       | Vamos Peerless                    | 3-0                               | Regatas Lima                      | 25-17                             | 25-16                             | 27-25                             | x                                 | x                                 | 77-58                             |

## Segunda Etapa
Los ocho mejores equipos de la primera etapa jugaron los cuartos de final de la siguiente manera: primero contra octavo, segundo contra sétimo, tercero contra sexto y cuarto contra quinto. Para clasificar a semifinales debían ganar dos de tres partidos.  

### Cuartos de final
Todos los resultados han sido tomados de Flashscore.
| Llave 1: primero vs. octavo | Llave 1: primero vs. octavo | Llave 1: primero vs. octavo | Llave 1: primero vs. octavo | Llave 1: primero vs. octavo | Llave 1: primero vs. octavo | Llave 1: primero vs. octavo | Llave 1: primero vs. octavo | Llave 1: primero vs. octavo | Llave 1: primero vs. octavo | Llave 1: primero vs. octavo | Llave 1: primero vs. octavo | Llave 1: primero vs. octavo |
| N.°                         | Fecha                       | Hora                        | Coliseo                     | Equipo 1                    | Res.                        | Equipo 2                    | S1                          | S2                          | S3                          | S4                          | S5                          | Total                       |
| --------------------------- | --------------------------- | --------------------------- | --------------------------- | --------------------------- | --------------------------- | --------------------------- | --------------------------- | --------------------------- | --------------------------- | --------------------------- | --------------------------- | --------------------------- |
| 37                          | 27 de noviembre             | 18:30                       | Miguel Grau                 | Vamos Peerless              | 3-0                         | CD Von Newman               | 25-16                       | 25-14                       | 25-18                       | x                           | x                           | 75-48                       |
| 42                          | 29 de noviembre             | 20:00                       | Miguel Grau                 | CD Von Newman               | 0-3                         | Vamos Peerless              | 13-25                       | 18-25                       | 18-25                       | x                           | x                           | 49-75                       |

| Llave 2: segundo vs. sétimo | Llave 2: segundo vs. sétimo | Llave 2: segundo vs. sétimo | Llave 2: segundo vs. sétimo | Llave 2: segundo vs. sétimo | Llave 2: segundo vs. sétimo | Llave 2: segundo vs. sétimo | Llave 2: segundo vs. sétimo | Llave 2: segundo vs. sétimo | Llave 2: segundo vs. sétimo | Llave 2: segundo vs. sétimo | Llave 2: segundo vs. sétimo | Llave 2: segundo vs. sétimo |
| N.°                         | Fecha                       | Hora                        | Coliseo                     | Equipo 1                    | Res.                        | Equipo 2                    | S1                          | S2                          | S3                          | S4                          | S5                          | Total                       |
| --------------------------- | --------------------------- | --------------------------- | --------------------------- | --------------------------- | --------------------------- | --------------------------- | --------------------------- | --------------------------- | --------------------------- | --------------------------- | --------------------------- | --------------------------- |
| 39                          | 28 de noviembre             | 18:30                       | Miguel Grau                 | CD Litovóley                | 3-0                         | DC Asociados                | 25-13                       | 25-19                       | 25-15                       | x                           | x                           | 75-47                       |
| 44                          | 30 de noviembre             | 20:00                       | Miguel Grau                 | DC Asociados                | 0-3                         | CD Litovóley                | 18-25                       | 9-25                        | 12-25                       | x                           | x                           | 39-75                       |

| Llave 3: tercero vs. sexto | Llave 3: tercero vs. sexto | Llave 3: tercero vs. sexto | Llave 3: tercero vs. sexto | Llave 3: tercero vs. sexto | Llave 3: tercero vs. sexto | Llave 3: tercero vs. sexto | Llave 3: tercero vs. sexto | Llave 3: tercero vs. sexto | Llave 3: tercero vs. sexto | Llave 3: tercero vs. sexto | Llave 3: tercero vs. sexto | Llave 3: tercero vs. sexto |
| N.°                        | Fecha                      | Hora                       | Coliseo                    | Equipo 1                   | Res.                       | Equipo 2                   | S1                         | S2                         | S3                         | S4                         | S5                         | Total                      |
| -------------------------- | -------------------------- | -------------------------- | -------------------------- | -------------------------- | -------------------------- | -------------------------- | -------------------------- | -------------------------- | -------------------------- | -------------------------- | -------------------------- | -------------------------- |
| 38                         | 27 de noviembre            | 20:00                      | Miguel Grau                | Regatas Lima               | 3-0                        | Junior César de los Ríos   | 25-20                      | 28-26                      | 25-15                      | x                          | x                          | 78-61                      |
| 41                         | 29 de noviembre            | 18:30                      | Miguel Grau                | Junior César de los Ríos   | 0-3                        | Regatas Lima               | 17-25                      | 15-25                      | 17-25                      | x                          | x                          | 49-75                      |

| Llave 4: cuarto vs. quinto | Llave 4: cuarto vs. quinto | Llave 4: cuarto vs. quinto | Llave 4: cuarto vs. quinto | Llave 4: cuarto vs. quinto | Llave 4: cuarto vs. quinto | Llave 4: cuarto vs. quinto | Llave 4: cuarto vs. quinto | Llave 4: cuarto vs. quinto | Llave 4: cuarto vs. quinto | Llave 4: cuarto vs. quinto | Llave 4: cuarto vs. quinto | Llave 4: cuarto vs. quinto |
| N.°                        | Fecha                      | Hora                       | Coliseo                    | Equipo 1                   | Res.                       | Equipo 2                   | S1                         | S2                         | S3                         | S4                         | S5                         | Total                      |
| -------------------------- | -------------------------- | -------------------------- | -------------------------- | -------------------------- | -------------------------- | -------------------------- | -------------------------- | -------------------------- | -------------------------- | -------------------------- | -------------------------- | -------------------------- |
| 40                         | 28 de noviembre            | 20:00                      | Miguel Grau                | ACD San Antonio            | 3-2                        | Club Fla Vóley             | 25-18                      | 25-16                      | 20-25                      | 26-28                      | 15-12                      | 111-99                     |
| 43                         | 30 de noviembre            | 18:30                      | Miguel Grau                | Club Fla Vóley             | 3-0                        | ACD San Antonio            | 25-21                      | 25-23                      | 27-25                      | x                          | x                          | 77-69                      |
| 45                         | 1 de diciembre             | 15:00                      | Miguel Grau                | ACD San Antonio            | 2-3                        | Club Fla Vóley             | 25-14                      | 18-25                      | 25-22                      | 26-28                      | 11-15                      | 105-104                    |

## Tercera Etapa

### Semifinales
Todos los resultados han sido tomados de Flashscore.
| Llave A | Llave A        | Llave A | Llave A     | Llave A        | Llave A | Llave A        | Llave A | Llave A | Llave A | Llave A | Llave A | Llave A |
| N.°     | Fecha          | Hora    | Coliseo     | Equipo 1       | Res.    | Equipo 2       | S1      | S2      | S3      | S4      | S5      | Total   |
| ------- | -------------- | ------- | ----------- | -------------- | ------- | -------------- | ------- | ------- | ------- | ------- | ------- | ------- |
| 46      | 4 de diciembre | 18:30   | Miguel Grau | Vamos Peerless | 3-0     | Club Fla Vóley | 25-18   | 25-9    | 25-12   | x       | x       | 75-39   |
| 49      | 6 de diciembre | 20:00   | Miguel Grau | Club Fla Vóley | 0-3     | Vamos Peerless | 11-25   | 17-25   | 14-25   | x       | x       | 42-75   |

| Llave B | Llave B        | Llave B | Llave B     | Llave B      | Llave B | Llave B      | Llave B | Llave B | Llave B | Llave B | Llave B | Llave B |
| N.°     | Fecha          | Hora    | Coliseo     | Equipo 1     | Res.    | Equipo 2     | S1      | S2      | S3      | S4      | S5      | Total   |
| ------- | -------------- | ------- | ----------- | ------------ | ------- | ------------ | ------- | ------- | ------- | ------- | ------- | ------- |
| 47      | 4 de diciembre | 20:00   | Miguel Grau | CD Litovóley | 2-3     | Regatas Lima | 19-25   | 25-23   | 25-22   | 22-25   | 10-15   | 101-110 |
| 48      | 6 de diciembre | 18:30   | Miguel Grau | Regatas Lima | 1-3     | CD Litovóley | 22-25   | 27-29   | 25-22   | 19-25   | x       | 93-101  |
| 50      | 7 de diciembre | 18:30   | Miguel Grau | CD Litovóley | 3-2     | Regatas Lima | 25-21   | 15-25   | 19-25   | 25-17   | 15-9    | 99-97   |

## Cuarta Etapa

### Definición del tercer lugar
| Tercer lugar | Tercer lugar    | Tercer lugar | Tercer lugar | Tercer lugar   | Tercer lugar | Tercer lugar   | Tercer lugar | Tercer lugar | Tercer lugar | Tercer lugar | Tercer lugar | Tercer lugar |
| N.°          | Fecha           | Hora         | Coliseo      | Equipo 1       | Res.         | Equipo 2       | S1           | S2           | S3           | S4           | S5           | Total        |
| ------------ | --------------- | ------------ | ------------ | -------------- | ------------ | -------------- | ------------ | ------------ | ------------ | ------------ | ------------ | ------------ |
| 51           | 11 de diciembre | 18:30        | Miguel Grau  | Club Fla Vóley | 0-3          | Regatas Lima   | 18-25        | 20-25        | 21-25        | x            | x            | 59-75        |
| 53           | 13 de diciembre | 18:30        | Miguel Grau  | Regatas Lima   | 3-0          | Club Fla Vóley | 25-15        | 26-24        | 25-18        | x            | x            | 76-57        |

### Gran final

#### Cuadro
Todos los resultados han sido tomados de Flashscore.
|  | Cuartos de final                      | Cuartos de final                      | Cuartos de final                      | Cuartos de final                      |   |                    | Semifinales             | Semifinales             | Semifinales             | Semifinales             |  |                    | Gran final                | Gran final                | Gran final                | Gran final                |  |
|  | Del 27 de noviembre al 1 de diciembre | Del 27 de noviembre al 1 de diciembre | Del 27 de noviembre al 1 de diciembre | Del 27 de noviembre al 1 de diciembre |   |                    | Del 4 al 7 de diciembre | Del 4 al 7 de diciembre | Del 4 al 7 de diciembre | Del 4 al 7 de diciembre |  |                    | Del 11 al 13 de diciembre | Del 11 al 13 de diciembre | Del 11 al 13 de diciembre | Del 11 al 13 de diciembre |  |
|  |                                       |                                       |                                       |                                       |   |                    |                         |                         |                         |                         |  |                    |                           |                           |                           |                           |  |
|  |                                       |                                       |                                       |                                       |   |                    |                         |                         |                         |                         |  |                    |                           |                           |                           |                           |  |
|  | (1) Vamos Peerless                    | 3                                     | 3                                     | x                                     |   |                    |                         |                         |                         |                         |  |                    |                           |                           |                           |                           |  |
|  | (1) Vamos Peerless                    | 3                                     | 3                                     | x                                     |   |                    |                         |                         |                         |                         |  |                    |                           |                           |                           |                           |  |
|  | (8) CD Von Newman                     | 0                                     | 0                                     | x                                     |   |                    |                         |                         |                         |                         |  |                    |                           |                           |                           |                           |  |
|  | (8) CD Von Newman                     | 0                                     | 0                                     | x                                     |   | (1) Vamos Peerless | 3                       | 3                       | x                       |                         |  |                    |                           |                           |                           |                           |  |
|  |                                       |                                       |                                       |                                       |   | (1) Vamos Peerless | 3                       | 3                       | x                       |                         |  |                    |                           |                           |                           |                           |  |
|  |                                       |                                       | (5) Club Fla Vóley                    | 0                                     | 0 | x                  |                         |                         |                         |                         |  |                    |                           |                           |                           |                           |  |
|  | (4) ACD San Antonio                   | 3                                     | (5) Club Fla Vóley                    | 0                                     | 0 | x                  | 0                       | 2                       |                         |                         |  |                    |                           |                           |                           |                           |  |
|  | (4) ACD San Antonio                   | 3                                     |                                       |                                       |   |                    |                         |                         |                         |                         |  |                    |                           |                           |                           |                           |  |
|  | (5) Club Fla Vóley                    | 2                                     | 3                                     | 3                                     |   |                    |                         |                         |                         |                         |  |                    |                           |                           |                           |                           |  |
|  | (5) Club Fla Vóley                    | 2                                     | 3                                     | 3                                     |   |                    |                         |                         |                         |                         |  | (1) Vamos Peerless | 3                         | 3                         | x                         |                           |  |
|  |                                       |                                       |                                       |                                       |   |                    |                         |                         |                         |                         |  | (1) Vamos Peerless | 3                         | 3                         | x                         |                           |  |
|  |                                       |                                       | (2) CD Litovóley                      | 1                                     | 1 | x                  |                         |                         |                         |                         |  |                    |                           |                           |                           |                           |  |
|  | (2) CD Litovóley                      | 3                                     | (2) CD Litovóley                      | 1                                     | 1 | x                  | 3                       | x                       |                         |                         |  |                    |                           |                           |                           |                           |  |
|  | (2) CD Litovóley                      | 3                                     |                                       |                                       |   |                    |                         |                         |                         |                         |  |                    |                           |                           |                           |                           |  |
|  | (7) DC Asociados                      | 0                                     | 0                                     | x                                     |   |                    |                         |                         |                         |                         |  |                    |                           |                           |                           |                           |  |
|  | (7) DC Asociados                      | 0                                     | 0                                     | x                                     |   | (2) CD Litovóley   | 2                       | 3                       | 3                       |                         |  |                    |                           |                           |                           |                           |  |
|  |                                       |                                       |                                       |                                       |   | (2) CD Litovóley   | 2                       | 3                       | 3                       |                         |  |                    |                           |                           |                           |                           |  |
|  |                                       |                                       | (3) Regatas Lima                      | 3                                     | 1 | 2                  |                         |                         |                         |                         |  |                    |                           |                           |                           |                           |  |
|  | (3) Regatas Lima                      | 3                                     | (3) Regatas Lima                      | 3                                     | 1 | 2                  | 3                       | x                       |                         |                         |  |                    |                           |                           |                           |                           |  |
|  | (3) Regatas Lima                      | 3                                     |                                       |                                       |   |                    |                         |                         |                         |                         |  |                    |                           |                           |                           |                           |  |
|  | (6) Junior C. de los Ríos             | 0                                     | 0                                     | x                                     |   |                    |                         |                         |                         |                         |  |                    |                           |                           |                           |                           |  |
|  | (6) Junior C. de los Ríos             | 0                                     | 0                                     | x                                     |   |                    |                         |                         |                         |                         |  |                    |                           |                           |                           |                           |  |
|  |                                       |                                       |                                       |                                       |   |                    |                         |                         |                         |                         |  |                    |                           |                           |                           |                           |  |

#### Resultados
| N.° | Fecha           | Hora  | Coliseo     | Equipo 1       | Res. | Equipo 2       | S1    | S2    | S3    | S4    | S5 | Total  |
| --- | --------------- | ----- | ----------- | -------------- | ---- | -------------- | ----- | ----- | ----- | ----- | -- | ------ |
| 52  | 11 de diciembre | 20:00 | Miguel Grau | Vamos Peerless | 3-1  | CD Litovóley   | 25-20 | 21-25 | 30-28 | 25-23 | x  | 101-96 |
| 54  | 13 de diciembre | 20:00 | Miguel Grau | CD Litovóley   | 1-3  | Vamos Peerless | 20-25 | 25-22 | 15-25 | 17-25 | x  | 77-97  |